# Arrigo Cellina
Arrigo Cellina (3 de agosto de 1941) é um matemático italiano
Cellina obteve um doutorado em 1968 na Universidade de Maryland. Retornou depois para a Itália, onde foi professor da Scuola Internazionale Superiore di Studi Avanzati (SISSA) em Trieste, sendo professor da Università degli Studi di Milano - Bicocca.

## Obras
- com Jean-Pierre Aubin: Differential inclusions: set-valued maps and viability theory, Grundlehren der mathematischen Wissenschaften 264, Springer 1984
- On the validity of the Euler Lagrange equation, Journal of Differential Equations, Volume 171, 2001, p. 430–442.
- com A. Ornelas: Existence of solutions to differential inclusions and to time optimal control problems in the autonomous case, SIAM Journal of Control Optimization, Volume 41, 2002, p. 331–344.
- On the Strong Maximum Principle, Proc. Amer. Math. Soc., Volume 130, 2002, p. 413–418.
- On a constrained Dirichlet problem, SIAM Jour. Control Optimization, Volume 41, 2002, p. 331–344.
- com A. Ferriero, E.M. Marchini: Reparametrizations and Approximate values of Integrals of the Calculus of Variations, Journal of Differential Equations, Volume 193, 2003, p. 374–384.